# Aszmann Ferenc
Aszmann Ferenc (Francisco Aszmann) (Debrecen, 1907. szeptember 23. – Rio de Janeiro, 1988. január 15.) magyar festőművész, fotóművész, szakíró. A Focus Foto Salon (Amszterdam) tagja, a Cercle Royal et Etudes Photo et Scientifique di Anwers tagja, a FIAP dél-amerikai szervezetének alapító tagja volt.

## Életpályája
1925-ben reáliskolai érettségit tett Debrecenben. 1925–1927 között Bécsben plakátfestő és kirakatrendező volt. 1927–1944 között divatáru-kereskedő, fényképész és fotókereskedő volt Debrecenben. 1931-ben a Debreceni Fotóklub alapító tagja volt. 1932-től volt kiállító művész. 1933–1935 között a Fotó-Amatőr című lap felelős szerkesztőjeként dolgozott. 1941-ben szakfényképész-mestervizsgát lett. 1944-ben bombatalálat érte otthonát, műtermét; mindene megsemmisült. 1945–1950 között Ausztriában telepedett le. 1950–1988 között Brazíliában élt. 1950-től a niterói Sociedade Fluminense de Fotografía technikai igazgatója és tanára volt. 1958–1971 között a Fotoarte című lapot szerkesztette. 1985-ben a Brazíliai Magyar Művészek Missziójának szervezője volt. 

### Munkássága
Összesen 400 nemzetközi kiállításon vett részt, 150 érmet és oklevelet nyert. A kor egyik legsikeresebb kiállító művésze volt itthon és külföldön is. Mind fotói, mind a képek alapján készült festmények döntő többségükben magyar élményeiről beszélnek. Montázsait, fotóit az erős pátosz, érzelmi megközelítés jellemezte. 

## Családja
Szülei: Aszmann Ferenc és Krisztiáni Jolán voltak. Nagyapja, Krisztiáni Alajos ceglédi festőművész volt. Két fia (Aszmann Egon és ifj. Aszmann Ferenc) is fényképész lett Brazíliában.

## Kiállításai
| - 1940 Debrecen, Jéna, Torino - 1954 Johannesburg - 1961 Rio de Janeiro - 1975 Bordeaux - 1985 Budapest, Debrecen - 2008 Kecskemét | - 1932 Sopron - 1933 Luzern - 1936 Antwerpen, Barcelona, Zágráb - 1961 Rio de Janeiro - 1972 Hongkong - 1975 Bordeaux - 1982 Budapest - 1985 Debrecen |

## Művei

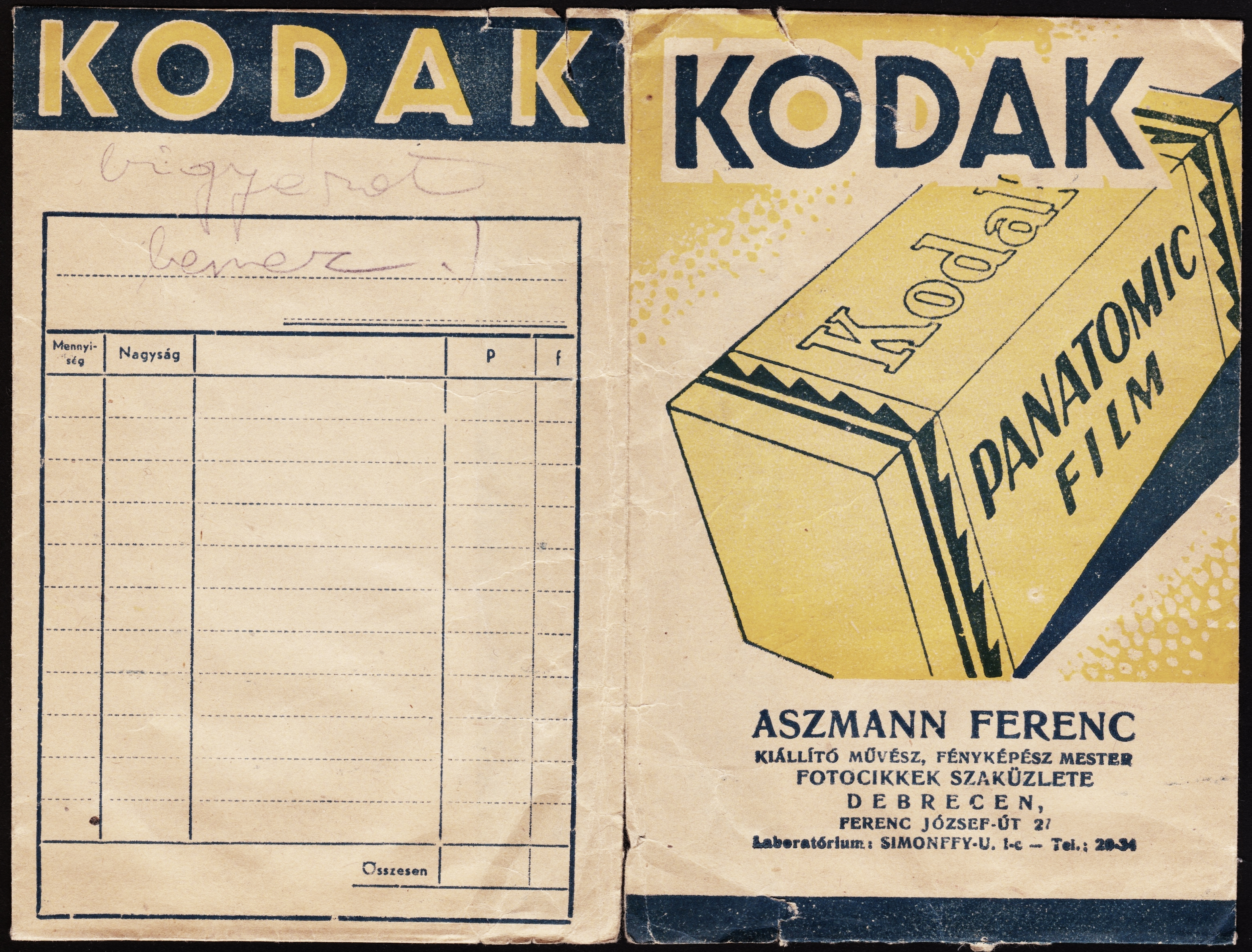
Ferenc József út (ma Piac utca) 27., Aszmann Ferenc kiállító művész, fényképész mester

- Bográcsgulyás
- Küzdelem az óriással
- Rohanó ökrök (1933)
- Párbaj (1935)
- Téboly (1937)
- Bárányok és bárányfelhők (1938)
- Főhn (1938)
- Kőfejtőben (1939)
- A láng kialudt (1942)
- A háború ilyen (1944)
- Soha többé háborút! (1944)
- Vágyakozás (1952)

## Könyvei
- Fotomontagen e arte (Rio de Janeiro, 1961)
- Carreira. Historia de 13 fotos (Rio de Janeiro, é. n.)